# Banu Lam

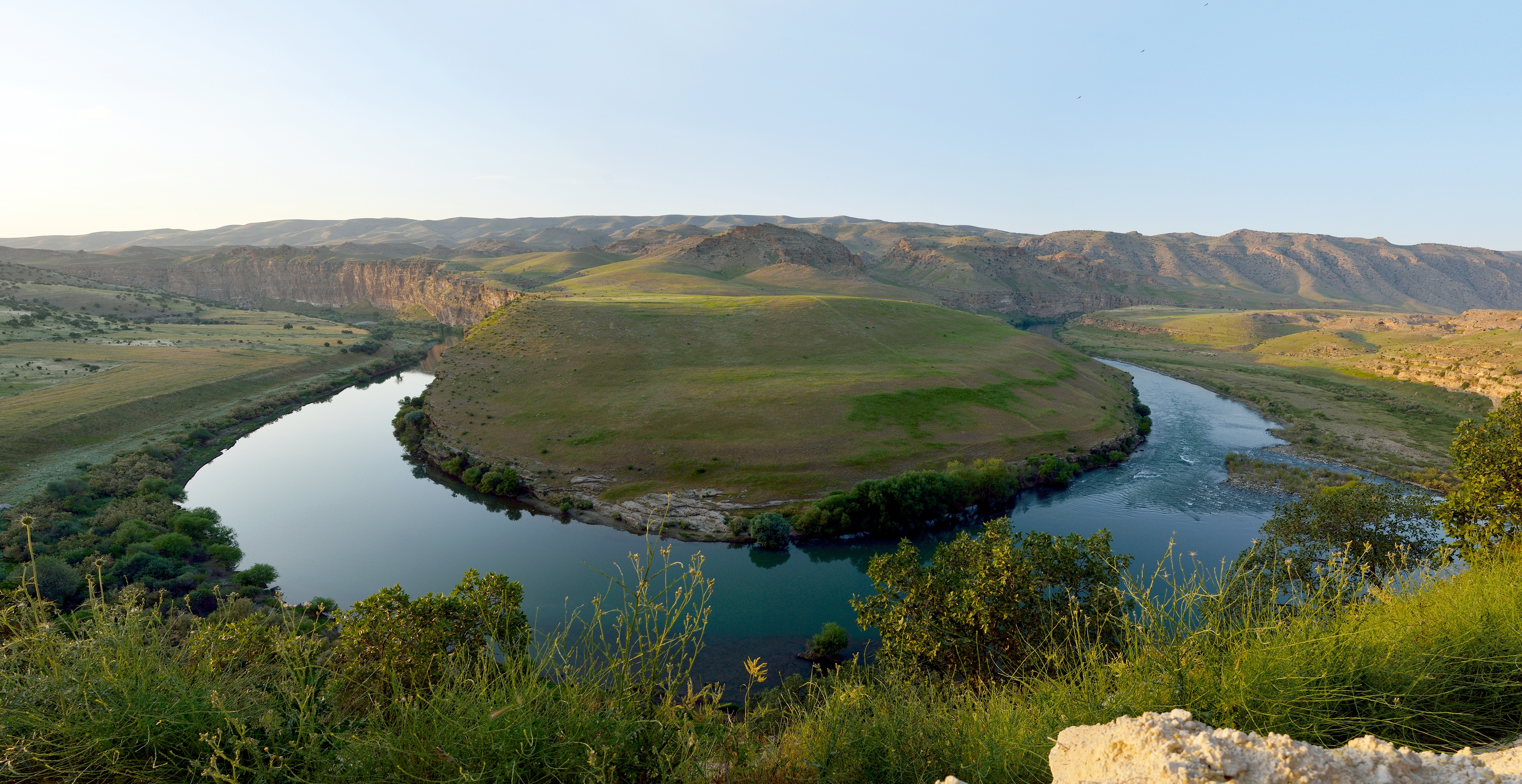
El Tigris, el límite de Banu Lam.

Banu Lam (árabe: بنو لام) es una tribu árabe, antes poderosa, que vive entre el Pusht-y Kuh, en la frontera iraní, y el Tigris; su límite oriental sigue el curso del río Karkha hacia el sur desde Pan-yi Pul hasta la zona al norte de Hawiza donde el río se pierde en las marismas; el límite occidental es el Tigris entre Shaykh Sad y Amara. Algunos grupos viven fuera del territorio principal pero no son muchos. La mayoría es chiita y arabófona, con algunos hablantes de farsi pero como segunda lengua. Gran parte de la tribu ya era sedentaria pero la totalidad lo pasó a estar en el siglo XX, especialmente después de 1945 y quedan pocos nómadas. Son considerados muy buenos pastores y aunque antes en sus rebaños había varios animales (camellos, caballos, asnos etc.), ahora se dedican solo a las cabras; cultivan también trigo, avena y moresco. Su número no se conoce. En 1840 se estimaba en 30 000 familias (aproximadamente de 200 000). A comienzo del siglo XX se estimaba el número total en 45 000 (en 1934 se determinó que unos 40 000 más vivían en Persia y en 1945 los persas se estimaban en 60 o 70 000). En 1934 el libro del Almirallat británico decía que eran la tribu más numerosa de la región del Tigre pero no daba cifras. Posteriormente no hay estadísticas sobre tribus.

## Historia
Su ancestro sería Lam ibn Harith, jefe de los kahtan del Hedjaz. Un descendiente suyo, Barak, dirigía la tribu cuando emigró a la región de Hawiza (un grupo fue al Nedjd), y su hijo Hafiz ibn Barak al-Lam aparece en una disputa que no está claro si era contra su padre o contra el wali de Hawiza (una cabeza de los Rabia) y se apoderó en las luchas del territorio entre Shaykh-Sad y Amara, territorio que antes era de los Rabia, estableciendo el poder de los Banu Lam. Aunque esto no se sabe cuándo pasó si que se puede situar aproximadamente a finales del siglo XVI, probablemente en el entorno de 1570 pues en 1575 ya estaban en la orilla oriental del Tigris.
Los banu Lam no aceptaban de buen grado la autoridad de los otomanos. La primera expedición contra ellos la hizo el paisa de Bagdad Umar (1677-1681). Ali Pasha (1695-1696) dirigió personalmente una expedición de castigo. Hasan Pasha (1704-1724) fue el que más se destacó en el intento de imponer el dominio otomano y dirigió varias expediciones durante su gobierno. Los Banu Lam de hecho nunca fueron sometidos más que temporalmente. En 1726 se aliaron a otros grupos en revuelta y atacaron Bagdad en cooperación con los lurs. Durando el gobierno de Nadir Shah en Persia, este asedió Bagdad (1733) y los Banu Lam, mandados por Abd Al·lah, le apoyaron; aceptaron cooperar en el valín árabe de Hawiza para atacar conjuntamente Basora pero el ataque planeado nunca se llevó a cabo. El ejército otomano de Topal Othman Pasha, derrotó a los persas el julio de 1733 y los atacantes se tuvieron que retirar; los Banu Lam ayudaron a los que huían a devolver en Persia, lo que comportó represalias de Ahmad Pasha. Pero las destrucciones ocasionadas por la guerra habían dejado la provincia en la anarquía, facilitando las revueltas de los nómadas: los Banu Lam los Banu l-Muntafik y los Banu Lames permanecieron activos en la revuelta. En 1743 Nadir Shah devolvió y los Banu Lam le dieron otro golpe apoyo y participaron en el asedio de Basora. Posteriormente fue una constando la rebelión endémica de los Banu Lam y las expediciones otomanas para someterlos o castigarlos, siendo las principales expediciones de 1763, 1800, 1806, 1849, 1879 y 1911. Por otro lado en 1841 el gobierno persa de Muhammad Xah Qajar envió una expedición contra Muhammad Taki Khan, el líder de los bakhtiyaris, dirigida por el gobernador de Isfahán Mutamid al-Dawla, y durante las operaciones algunas tierras y pueblos de los Banu Lam fueron saqueados por los persas. Desde entonces los Banu Lam, que pagaban un pequeño tribu al xa, lo dejaron de hacer (excepto en algunas ocasiones especiales) y aprovechando su situación entre Persia y Turquía, permanecieron independientes de hecho.
En el siglo XIX los Banu Lam se enfrentaron a sus vecinos, principalmente los lurs, los Banu l-Muntafik y los Al Bu Muhammad. El conflicto entre ellos evitó en la ciudad de Dezful ser saqueada. también tuvo algunas luchas internas. Algunas de sus incursiones cortaron el tráfico fluvial por el Tigris; durante la Primera Guerra Mundial hubo ataques a barcos navegantes por el río ias posiciones avanzadas británicas, y este hecho fue considerado una amenaza grave por los británicos (1915) que iniciaron operaciones limitadas contra los Banu Lam. Al final de la guerra el territorio pasó a control británico y los Banu Lam pararon sus operaciones, pero tuvieron algunos conflictos con el wali de Pusht-y Kuh. Tras 1923 con la consolidación del poder central en Persia y la limitación de la transhumancia, los Banu Lam se sedentarizaron en los siguientes años.